# 巴尼加特鎮區 (新澤西州)
巴尼加特鎮區（英語：Barnegat Township）是位於美國新澤西州海洋縣的一個鎮區。

## 地方資料
巴尼加特鎮區的面積為104.65平方千米，當中陸地面積為88.07平方千米，而水域面積為16.58平方千米。根據2020年美國人口普查的數據，當地共有人口24296人，而人口密度為每平方千米232.16人。